# 劉春 (景泰進士)
劉春（1417年—1476年），字緝昭，江西吉安府廬陵縣人，錦衣衛鎮撫司軍籍，明朝政治人物。

## 生平
治《詩經》，年三十五歲中式景泰二年辛未科第二甲第二十名進士。十月初九日生，行三，由國子生中式應天府鄉試第五十五名舉人，會試中式第四十七名。

## 家族
曾祖劉吉甫；祖劉孝先；父劉慎脩；母戴氏。具慶下，妻李氏，兄緝昌；緝旵，弟緝暄；緝晟。